# Base 23 – Stockholm Dance Academy

Base 23 – Stockholm Dance Academy är en fristående dansskola i Stockholm för främst grundutbildning för barn och unga upp till 23 års ålder. Hösten 2012 startades en 3-årig yrkesutbildning för musikalartister, SMU - Stockholm Musikalartistutbildning.

## Om skolan
Skolan grundades i januari 2010 av dess rektor Eva Johnson och dess konstnärliga chef, premiärdansösen Anneli Alhanko, som 2007 startade balettutbildningen Alhankolinjen (idag Balett/Alhankolinjen), som nu utgör en del skolans grundutbildningar vid sidan av linjer och dansinriktningar som modern dans, jazzdans, streetdance, musikal med mera. Man erbjuder också kurser för vuxna och event-/galaproduktioner. Bland de konstnärliga ledarna och den omfattande lärarkåren återfinns välkända danspersoner som Roine Söderlundh, Hans Marklund och Therese Carlsson.

## Dansfilmproduktion
Förutom scenproduktioner har skolan även gjort tv-dansfilm. I november 2015 premiärvisades den svenska dansfilmen Drottning Kristina – Den unga drottningen på Sveriges Television. Filmen är en fortsättning på scenföreställningen Drottning Kristina, som skolan gjorde på Stockholms slott inom ramen för "Musik på slottet" hösten 2014. Den är även en del av ett europeiskt-kulturellt initiativ av Stiftelsen Queen Christina, producerad av Base 23 och inspelad med dess unga danselever i tidsautentiska miljöer men med en blandning av musik- och dansstilar från klassisk balett till modernare former. Under Hans Marklunds konstnärliga ledning skapade medkoreograferna Roine Söderlundh, Therese Carlsson, Mia Stagh, Alvaro Aguilera, Malin Emmoth och Sigge Modigh koreografier i sina specifika dansstilar.